# Moyle
Moyle is een voormalig district in Noord-Ierland. Het is sinds 2015 deel van het district Causeway Coast and Glens.
Moyle telde in 2007 16.700 inwoners. De oppervlakte bedraagt 480 km², de bevolkingsdichtheid is 34,8 inwoners per km².
Van de bevolking is 38,3% protestant en 60,3% katholiek.
Antrim · Ards · Armagh · Ballymena · Ballymoney · Banbridge · Belfast · Carrickfergus · Castlereagh · Coleraine · Cookstown · Craigavon · Derry (Londonderry) · Down · Dungannon en South Tyrone · Fermanagh · Larne · Limavady · Lisburn · Magherafelt · Moyle · Newry and Mourne · Newtownabbey · North Down · Omagh · Strabane